# Vrouwenklooster Diepenveen
Het vrouwenklooster van Diepenveen, gewijd aan Maria en Agnes, werd in 1400 gesticht op een donk in een moerasachtig gebied van de marke Rande in het schoutambt Colmschate bij Deventer. Het was het eerste vrouwenklooster dat werd opgericht vanuit de beweging der Moderne Devotie. Kern van de religieuze beleving van de vrouwelijke devoten was een zeer sterk gevoel van liefde voor de 'geestelijke bruidegom' Jezus Christus en een houding van deugdzaamheid, verootmoediging en zelfvernedering. De dorpskerk aan het kerkplein te Diepenveen was tot 1578 de kloosterkerk.

## Oorsprong
Geert Grote, een prediker die religieuze en kerkelijke vernieuwing voorstond, stichtte rond 1380 in Deventer de eerste broeder- en zusterhuizen voor mensen die een religieus leven in gezamenlijkheid wilden leiden zonder een traditionele kloostergelofte af te leggen. Al snel werden ook in een groot aantal andere steden huizen voor gemeenschappelijk religieus leven en werken opgericht. De in gemeenschap van goederen levende lieden die streefden naar een eerlijk en eenvoudig geloofsleven werden aangeduid als broeders- en zusters van het gemene leven.
De beweging was succesvol en mede om argwanende kerkelijke machthebbers gerust te stellen besloot men na het overlijden van Geert Grote ook over te gaan tot het stichten van kloosters die de kloosterregel van Augustinus of de regel van de Derde Orde van Franciscus onderhielden. Het eerste mannenconvent ontstond bij Windesheim ten zuiden van Zwolle. Hieruit ontstond het Kapittel van Windesheim, een sterk groeiende vereniging van kloosters waarbij ook het klooster van Diepenveen in 1412 aansluiting vond.

## Geschiedenis

### Klooster

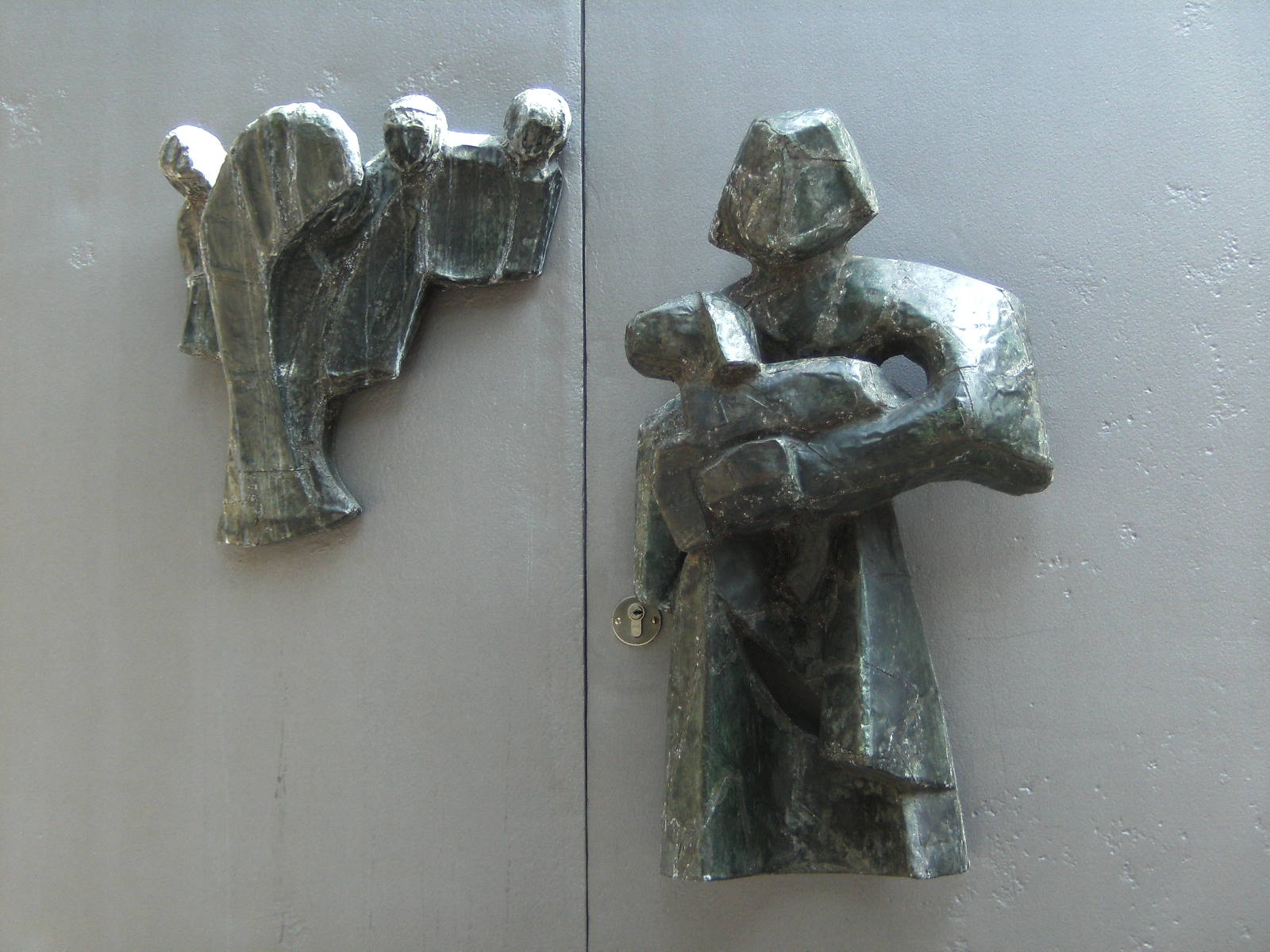
Sint Agnes en kloosterzusters bij de toegang van het voormalige Buiskensklooster te Deventer

Het eerste vrouwenklooster waar men wilde leven volgens de opvattingen van 'Ghert Groet' kwam vanaf 1400 tot stand te Diepenveen, in 1402 ontving het de formele toestemming van Frederik van Blankenheim de bisschop van Utrecht. Zusters van het Gemene Leven trokken vanuit Deventer naar het gebied Diepenveen waar ze naast de vijf reeds in de stad gevestigde zustergemeenschappen begonnen te bouwen aan een klooster. Het kwam te staan op een uur gaans ten noorden van de stad Deventer op een wat hoger gelegen oud rivierduin in het moerassige veen. De stichting was een initiatief van Johannes Brinckerinck, een vooraanstaand volgeling van Geert Grote en werd financieel mogelijk gemaakt door onder andere de vermogende Swedera van Runen die er ook haar intrek nam. In 1407 begon men met de bouw van de stenen kloosterkerk. In 1408 werd Diepenveen officieel een augustinessenklooster toen de kerk was ingewijd en acht zusters, onder wie overste Hilde Sonderlants, zich na het afleggen van de kloostergeloften terugtrokken in het kloosterslot. Veel van de vrouwen die zich in Diepenveen aan een religieus leven volgens de voorschriften van de Moderne Devotie wilden wijden waren van adel, of afkomstig uit de stedelijke patriciërslaag. Het klooster was al snel in zeer goede doen door schenkingen en erfenissen.
Salome Sticken uit Groenlo was priores van 1412 tot 1446. Het klooster groeide onder haar leiding uit tot een bloeiende religieuze gemeenschap. Kanunnikkessen gingen van hier uit ook naar elders om behulpzaam te zijn bij het hervormen van kloosters waar men wilde leven volgens de idealen van de Moderne Devotie. Zeventien kloosters in de Nederlandse en Duitse gebieden werden vanuit Diepenveen hervormd. Het klooster groeide zo uit tot het moederklooster van de Windesheimse vrouwenconventen. En hoewel Diepenveen na het verscheiden van Sticken geen voortrekkersrol meer vervulde bleef verval uit, in 1476 bijvoorbeeld waren er 170 kloosterlingen.

### Dorpskerk

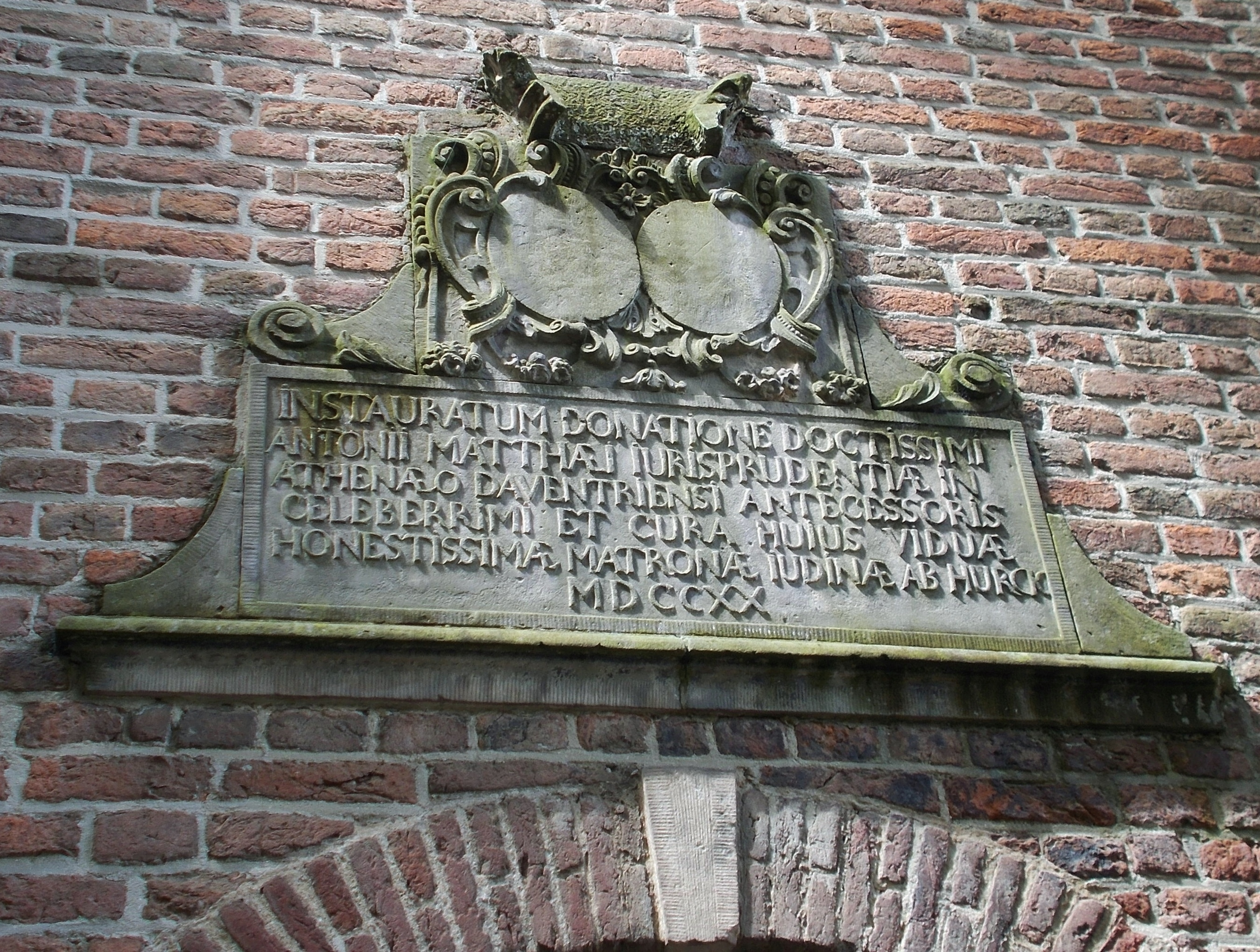
Gedenksteen die herinnert aan de renovatie van 1720, mogelijk gemaakt door A. Matthaeus

Gedurende het beleg van Deventer in 1578 werd het klooster door troepen van de graaf van Rennenberg geplunderd en verwoest. De bewoonsters vonden onderdak in een klooster in Deventer waar de laatste zuster kort na 1610 overleed. De vernielde gebouwen werden gesloopt, wat restte waren wat bijgebouwen en een sterk gehavende kloosterkerk. In 1659 werd Lambertus van Bommel als eerste predikant voor het schoutambt Kolmenschate benoemd. De kerkdiensten werden in een der bijgebouwen gehouden. De kapel, die door de naasting van religieuze goederen het eigendom van de stad Deventer was geworden, bleef tot 1720 in ruïneuze staat. Pas in dat jaar kon, dankzij een legaat van Antonius Matthaeus (1672-1719) die hoogleraar was geweest aan het Athenaeum Illustre in Deventer, de herbouw worden voltooid. Het dorp Diepenveen bestond in de tijd van het klooster en de eeuwen erna nog niet, er waren enkel wat verspreid liggende boerderijen. Het plaatsje begon zich in loop van de negentiende eeuw rond de kerk te ontwikkelen. In 1841 stonden er zeven huizen met vijftig inwoners.

## Bibliotheek
De volgelingen van het ideaal der Moderne Devotie worden vaak afgeschilderd als 'mensen van het boek'. De bewoonsters van vier vrouwenhuizen in Deventer die rond 1400 bestonden schreven echter geen boeken af en hadden niet de beschikking over een noemenswaardige bibliotheek. Het klooster Diepenveen was samen met een broederhuis in Deventer de enige vestiging in en rond Deventer met een aanzienlijke boekproductie en boekenschat. Veel religieus proza is door toedoen van de zusters vanaf het begin van de vijftiende eeuw voor de eigen boekerij in het Nederlands beschikbaar gekomen. In het klooster was het vertalen en kopiëren van teksten, het bewerken van perkament en het inbinden van boeken naast de vele religieuze plichten en het spinnen van wol een voorname bezigheid. De geproduceerde handschriften waren in het algemeen niet bedoeld voor derden maar werden intensief gebruikt door de nonnen zelf. De bibliotheek kon nog worden vergroot met geschonken boekwerken. Van de, tot de plundering van het klooster in 1578, aanzienlijke boekerij zijn in de eenentwintigste eeuw nog slechts weinig geschriften te traceren. Veertien daarvan bevinden zich in de Deventer Athenaeum Bibliotheek.

## Zusterboek

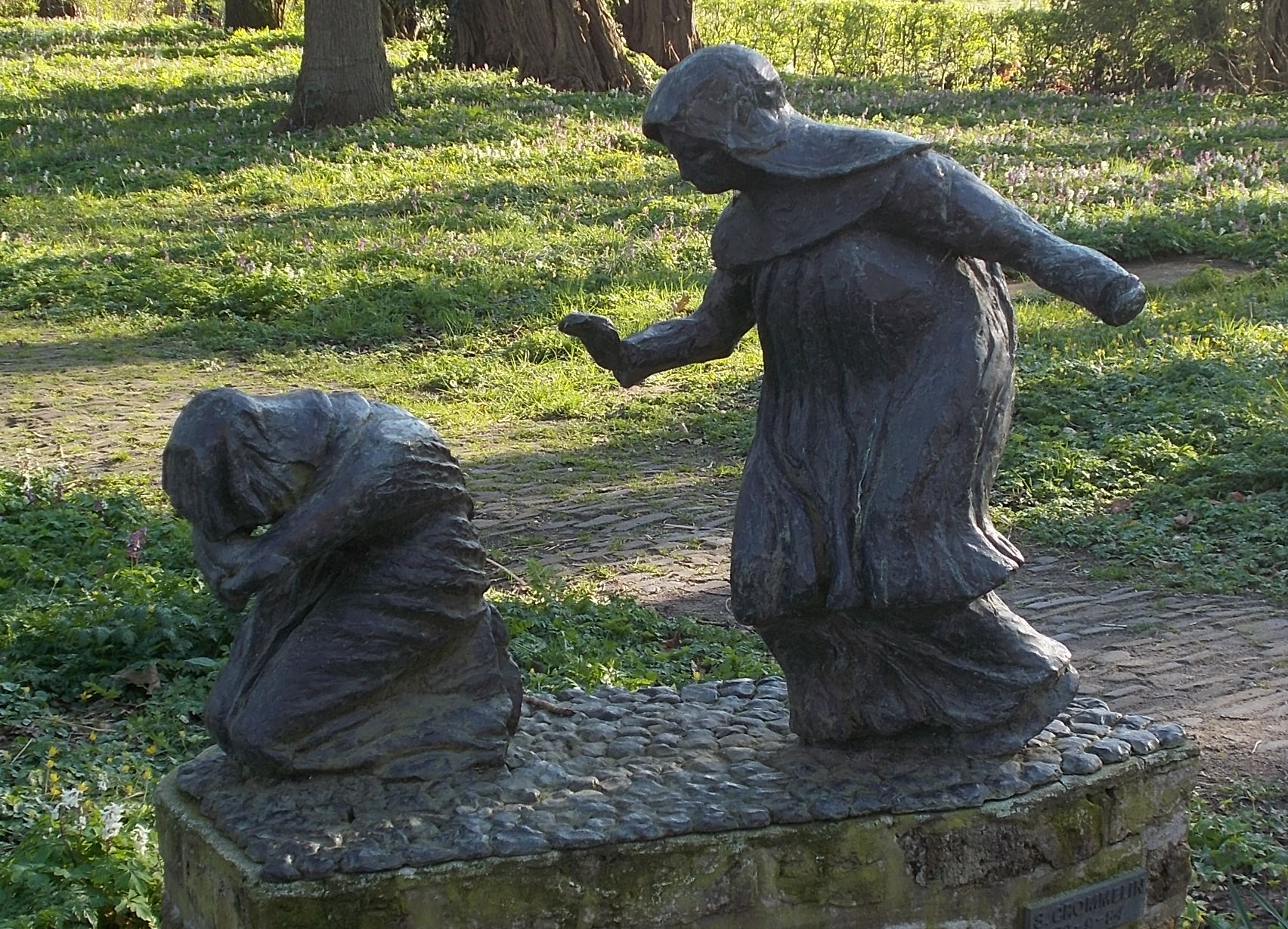
Zusters in brons bij de voormalige kloosterkerk

De koorzusters van Diepenveen legden de herinnering aan hun overleden medekloosterlingen vast in het Zusterboek van Diepenveen. De oudste teksten betreffen de 'pionierstijd' van het klooster en waren waarschijnlijk rond 1460 al in boekvorm aanwezig. Een eeuw na de oprichting van het klooster kwam een nu nog bestaande bundeling van religieuze biografieën en persoonlijke levensgeschiedenissen tot stand. Het boek opent met een levensbeschrijving van stichter Johannes Brinckerinck. Verder worden meer dan vijftig karakterschetsen van Diepenveense zusters gegeven die bedoeld zijn als voorbeeld voor een deugdzaam kloosterleven. Niet alleen het religieuze leven en streven en het ervaren van wonderen in de vorm van visioenen en verschijningen komt aan bod, maar ook de 'wereldse' ervaringen die uiteindelijk leidden tot intrede in het klooster. De schetsen maken, juist doordat kleinmenselijke details niet worden geschuwd, vaak een levensechte indruk. Het Diepenveense boek is een voorbeeld van een traditie onder moderne devoten; uit andere kloosters zijn meer dan twintig zusterboeken en enkele broederboeken bekend. Ze bevatten vaak veel historische informatie. Voor het betreffende convent waren ze bedoeld als herinneringsbron en ter inspiratie.

## Natuur
Het Kerkplein, gelegen bij de voormalige kloosterkerk, was vroeger het kerkhof. Naast door een aantal zeer oude grafstenen valt het op vanwege de weelderige vegetatie. In het vroege voorjaar bloeit de zeldzame holwortel, een stinsenplant, er in groten getale.